# Morpho nestirina
Morpho nestirina är en fjärilsart som beskrevs av Le Cerf 1925. Morpho nestirina ingår i släktet Morpho och familjen praktfjärilar. Inga underarter finns listade i Catalogue of Life.